# Première bataille de Winchester
Pour les articles homonymes, voir Bataille de Winchester.
Guerre de Sécession
Batailles
Campagne de la vallée de Shenandoah (1862)
- 1re Kernstown
- McDowell
- Front Royal
- 1re Winchester
- Good's Farm
- Cross Keys
- Port Republic

La première bataille de Winchester, qui s'est déroulée le 25 mai 1862, dans et à proximité du comté de Frederick, Virginie, et de Winchester, Virginia, est une victoire majeure de la campagne de la vallée de Shenandoah menée par l'armée confédérée du major général Thomas J. "Stonewall" Jackson pendant la guerre de Sécession. Jackson enveloppe le flanc droit de l'armée de l'Union commandée par le major général Nathaniel P. Banks et le poursuit alors qu'il s'enfuit au travers du fleuve Potomac vers le Maryland.

## Contexte

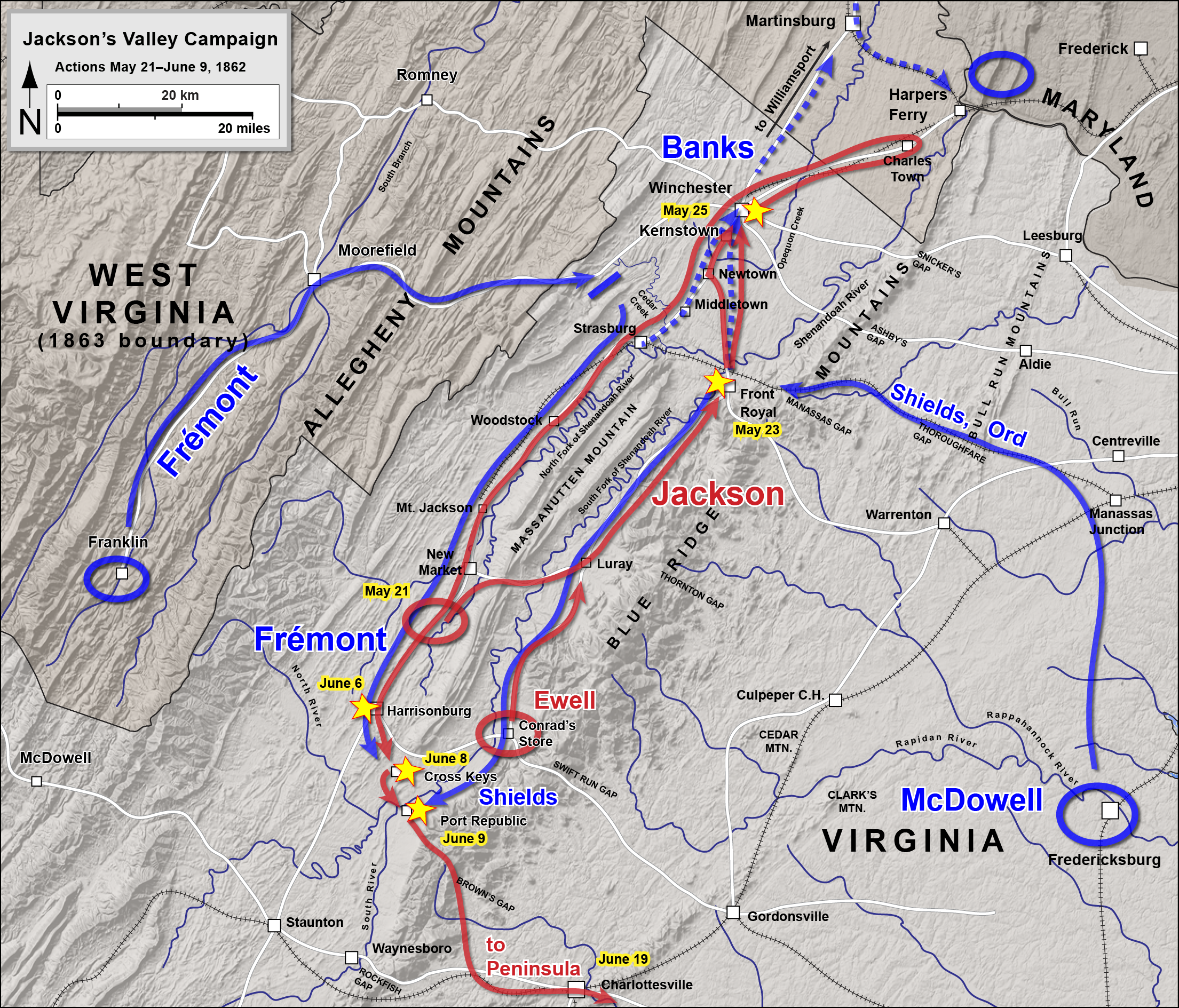
Campagne de la vallée de Shenandoah de Jackson : de Front Royal à Port Republic.

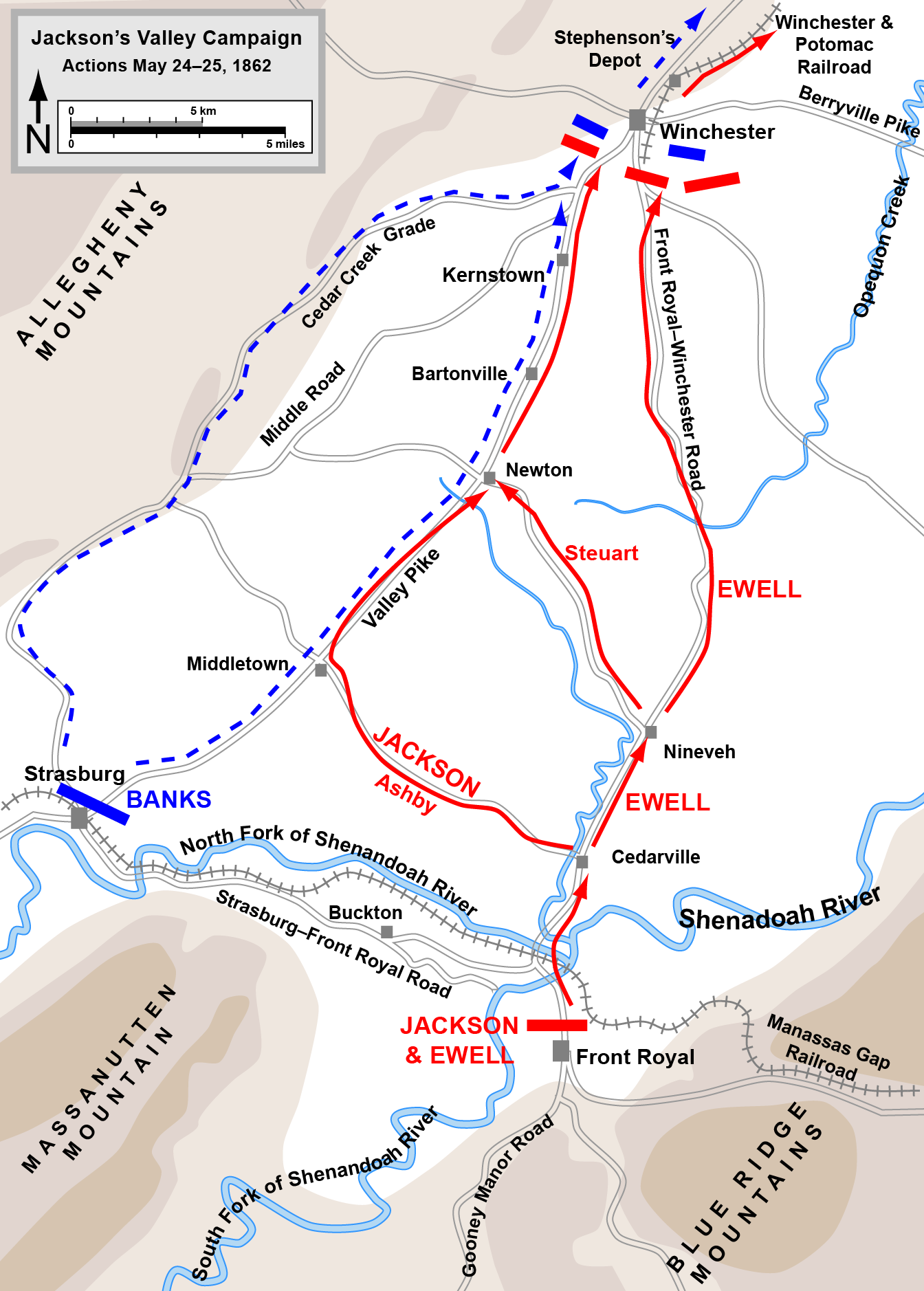
Actions de Front Royal jusqu'à la première bataille de Winchester, 24-25 mai 1862.

Le major général Nathaniel P. Banks apprend le 24 mai 1862 que les confédérés ont capturé la garnison de Front Royal, Virginie, et s'approchent de Winchester, contournant sa position. Il ordonne une retraite, à la hâte, dans la Valley Pike à partir de Strasburg. Sa colonne est attaquée à Middletown et encore une fois à Newtown (Stephens City) par les forces de Jackson qui convergent. Les confédérés font beaucoup de prisionniers de l'Union et capturent tant de trains et de magasins qu'ils surnommeront plus tard le général de l'Union « intendant Banks ». Jackson accentue la poursuite pendant la majeure partie de la nuit, et ne permet à ses soldats épuisés que quelques heures de repos avant l'aube.
Banks se déploie alors à Winchester pour ralentir la poursuite confédérée. Il a deux brigades, commandées par les colonels Dudley Donnelly et George Henry Gordon, une brigade mixte de cavalerie sous le commandement du brigadier général John P. Hatch, et 16 canons. La brigade de Gordon est placée à droite du dispositif de l'Union sur Bower's Hill avec son flanc gauche dans Valley Pike, soutenu par une batterie d'artillerie. Le centre de la ligne (camp Hill) est tenu par la cavalerie soutenu par deux canons. La brigade de Donnelly est placée en arc de cercle sur la gauche pour couvrir les routes de Front Royal et de Millwood avec le reste de l'artillerie. Aux premières lueurs du jour, la ligne de tirailleurs confédérés avance en force repoussant les piquets de l'Union jusqu'à la ligne de bataille principale.

### Forces en présence

#### Union

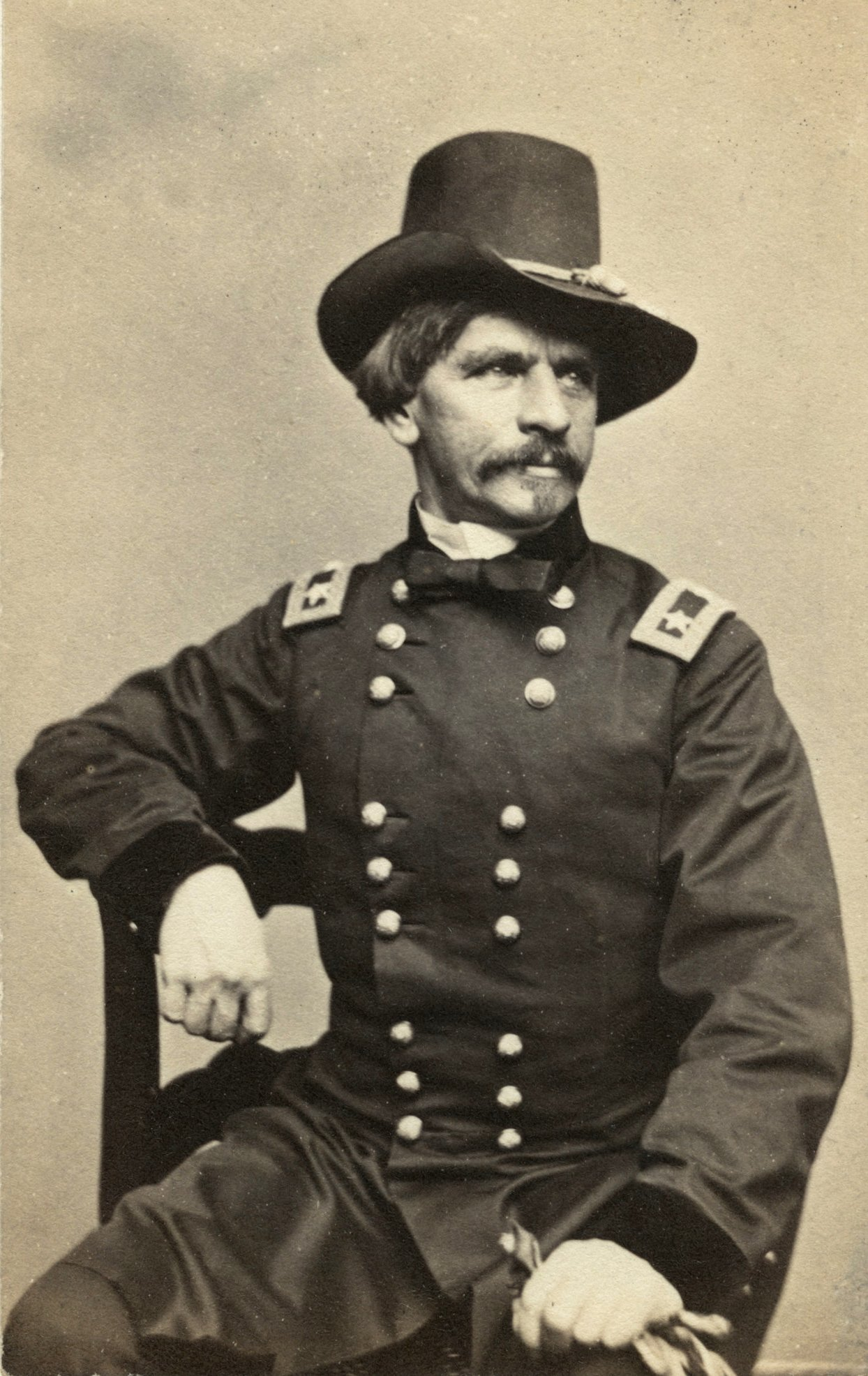
Nathaniel P. Banks
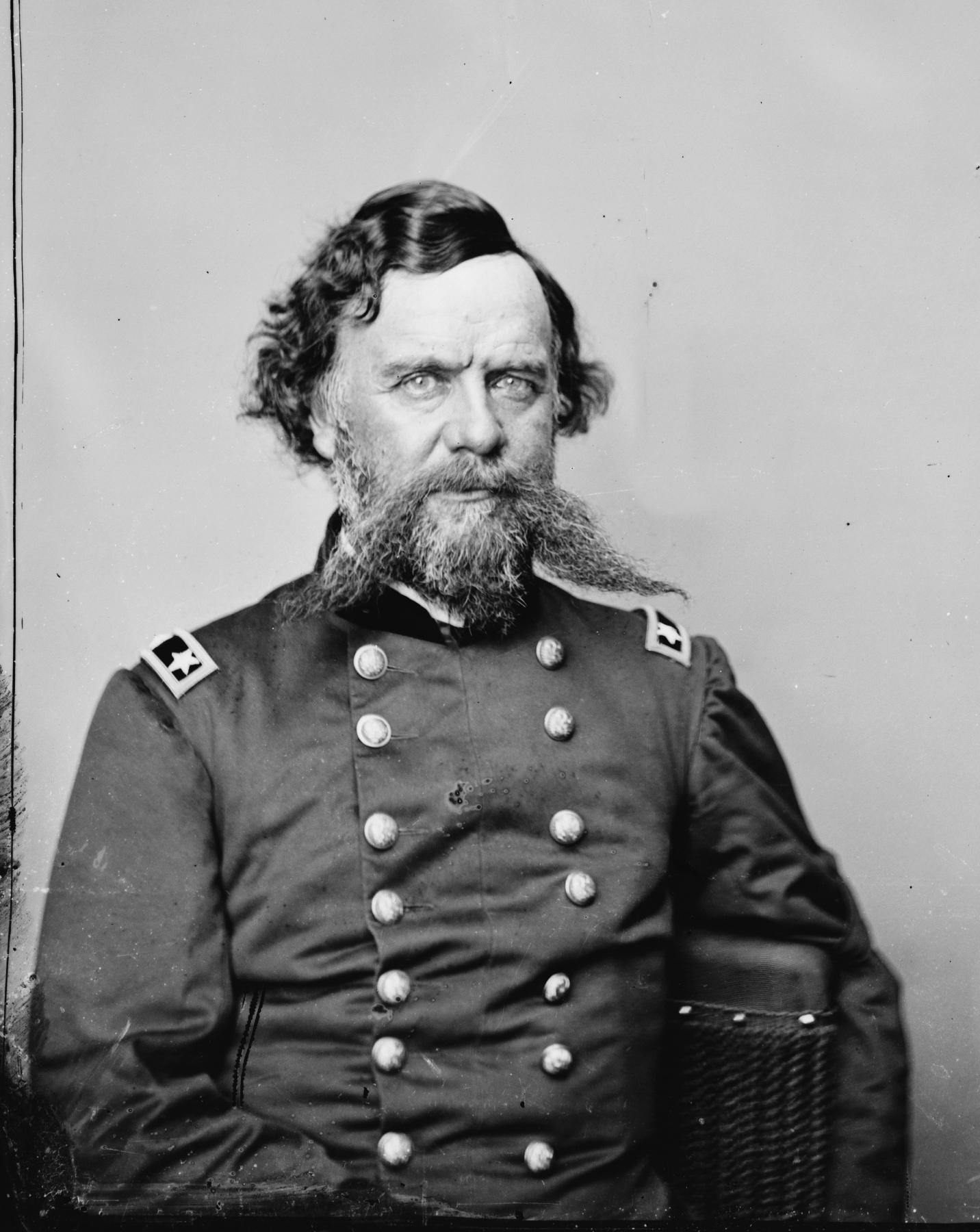
Alpheus S. Williams

#### Confédération

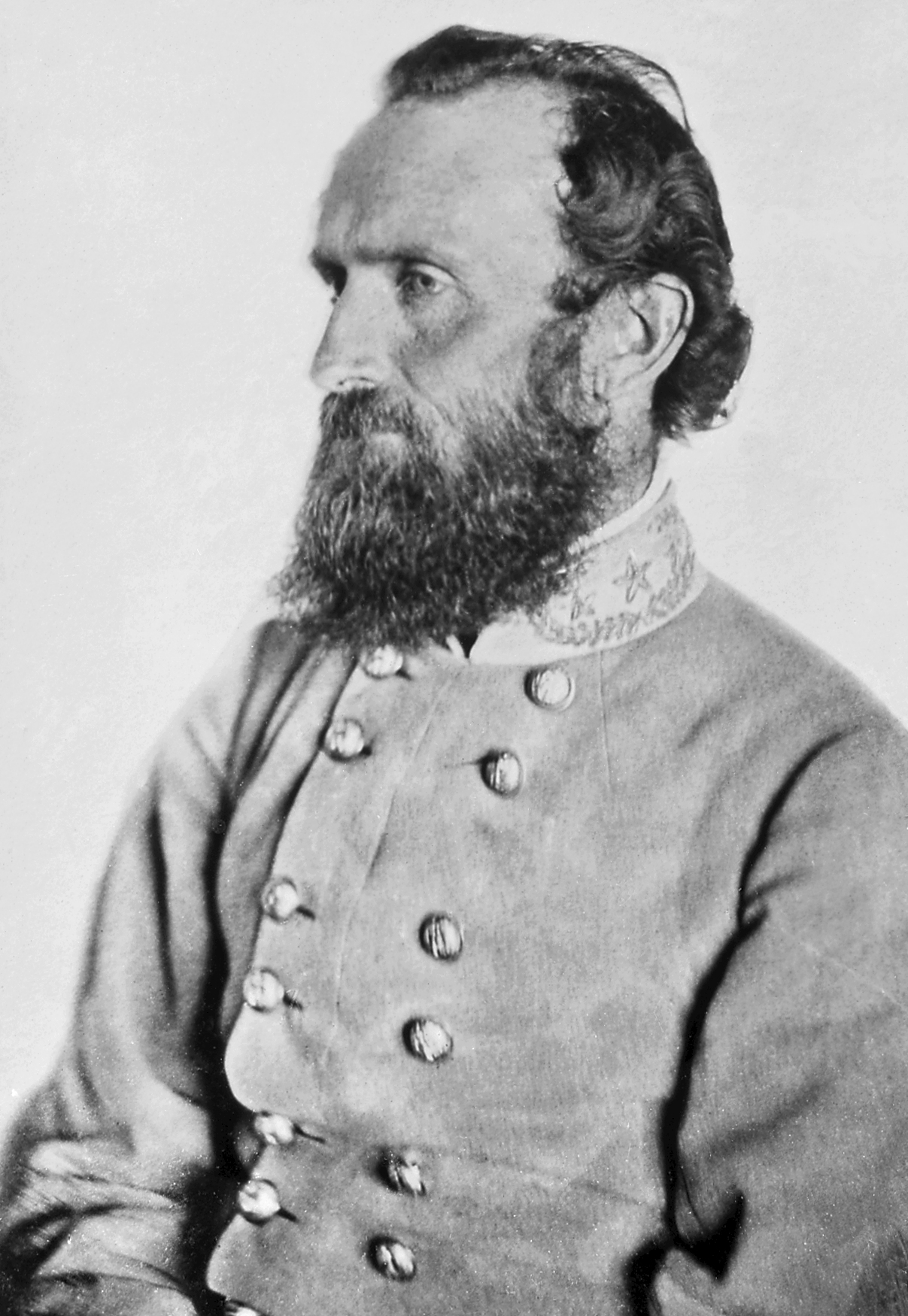
Thomas J. Jackson
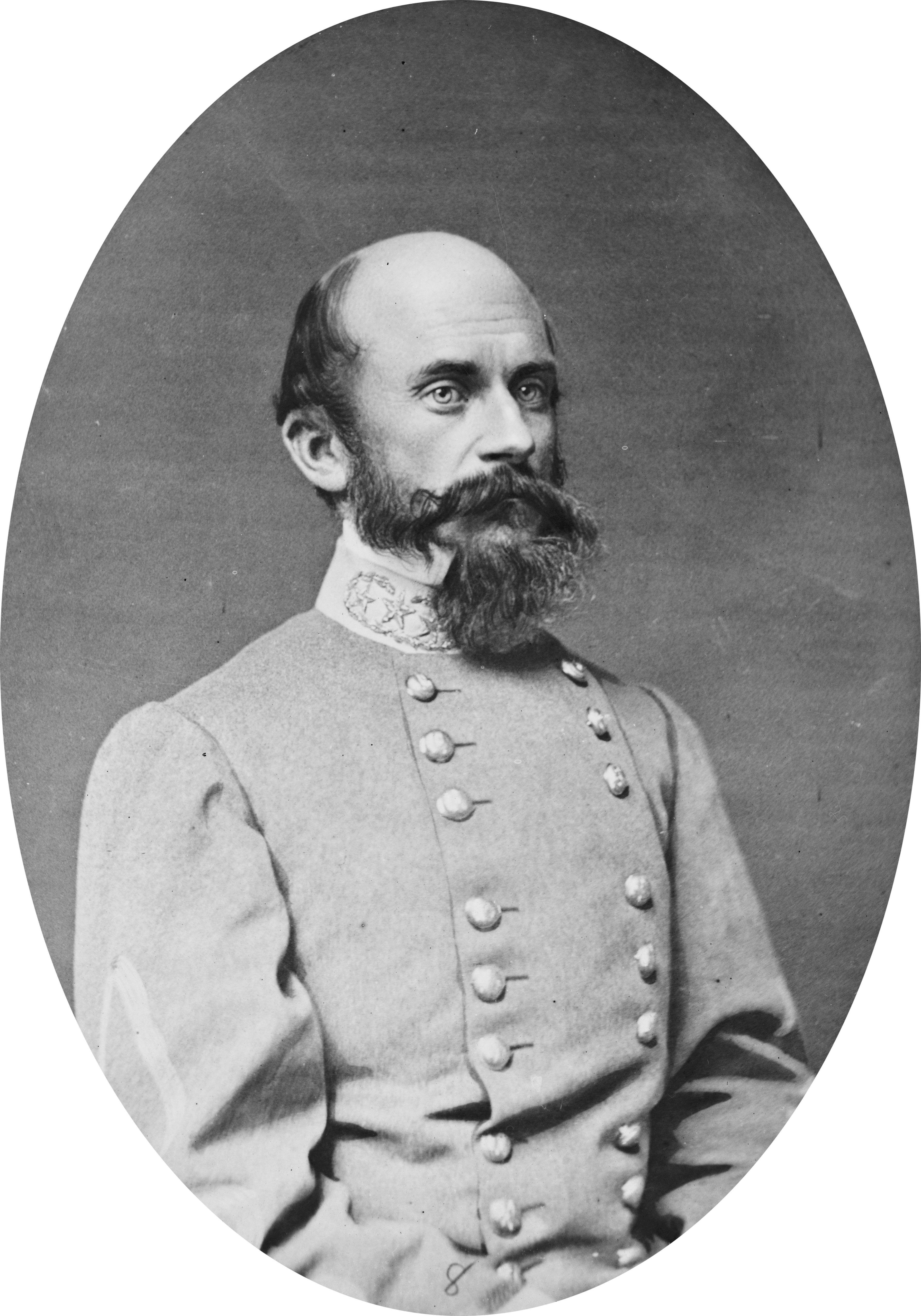
Richard S. Ewell

## Bataille
Pendant la nuit, l'avance de la division du major général Richard S. Ewell (quatre brigades) atteint Buffalo Lick. Jackson déplace trois brigades d'Ewell sur la gauche pour qu'elles participent à la progression sur Valley Pike, ne laissant Ewell qu'avec la brigade de Trimble et le Maryland Regiment de Bradley Johnson. À l'aube, il déploie la brigade de Trimble à cheval sur la route à péage de Front Royal et avance contre le flanc gauche de l'Union. Ses régiments de tête (en particulier le 21st North Carolina) se retrouvent sur un déluge de feu provenant des forces de l'Union déployées derrière des palissades de pierre et sont repoussés. Les forces confédérées se regroupent et mettent en place l'artillerie. Ewell avance les régiments de la brigade de Trimble, envoyant les régiments de chaque côté du promontoire pour prendre en enfilade la position de l'Union. Donnelly retire sa brigade vers une position plus proche de la ville avec son flanc droit fixé sur camp Hill. Ewell tente alors un mouvement tournant vers la droite après Millwood Road, mais répondant aux ordres de Banks, Donnelly se retire au travers de la ville.
En conjonction avec la progression d'Ewell sur la route de Front Royal, Jackson avance sur Valley Pike au début de la matinée dans un brouillard épais. Sur ordre de Jackson, la brigade de Winder s'étend sur une colline à gauche du péage, repoussant les tirailleurs de l'Union qui le tenaient. Jackson place rapidement une section d'artillerie sur la colline et engage l'artillerie de l'Union placée sur Bower's Hill à une portée inférieure de 800 mètres. Les tireurs d'élite de l'Union le long d'Abrams Creek commencent à abattre les artilleurs. Jackson met en place le reste de son artillerie et un duel s'ensuit avec les canons de l'Union à Bower's Hill.
Jackson lance alors les brigades de Fulkerson, Campbell et Elzey pour soutenir Winder. Ensuite, Jackson déploie la brigade de Louisiane du brigadier général Richard Taylor (appelée les Louisiana Tigers) renforcée par deux régiments de la brigade de Fulkerson et soutenu par la brigade de Scott, à la gauche, le long d'Abrams Creek. Taylor marche sous le feu vers une position qui enjambe la droite de l'Union et attaque Bower's Hill. Les assauts confédérés déferlent irrésistiblement sur la crête face à une résistance déterminée. Avec trois brigades ennemies lui faisant face et trois autres arrivant sur son flanc droit, la brigade de Gordon rend le terrain et commence à se retirer dans la ville.
Les forces de l'Union retraitent dans les rues de Winchester et au nord sur Valley Pike vers Martinsburg. Après une halte à Marinsburg, Banks ordonne de poursuivre vers le nord jusqu'au fleuve Potomac, le traversant à Williamsport. La poursuite confédérée est léthargique tant les troupes sont épuisées par la marche ininterrompue de la semaine précédente sous le commandement de Jackson. Néanmoins, beaucoup de prisonniers de l'Union tombent dans les mains confédérées. La cavalerie du brigadier général Turner Ashby est désorganisée à la suite des actions du 24 mai 1862 et ne se lance pas dans une poursuite jusqu'à ce que Banks ait déjà franchi le fleuve Potomac.

## Conséquence
La première bataille de Winchester est une victoire majeure de la campagne de la vallée de Shenandoah de Jackson, à la fois tactique et stratégique. Les plans de l'Union par la campagne de la Péninsule, une offensive contre Richmond, sont bouleversés par l'audace de Jackson, et des milliers de renforts de l'Union sont réorientés vers la vallée et la défense de Washington, D.C.